# Martin Amis
Martin Louis Amis, född 25 augusti 1949 i Oxford, död 19 maj 2023 i Lake Worth Beach, Florida, var en brittisk författare, essäist, litteraturkritiker och debattör. 
Han var son till författaren Kingsley Amis.
Martin Amis föddes i Oxford, och växte som barn upp en tid i Swansea, men senare huvudsakligen i Oxford och London. Han utbildade sig vid Oxfords universitet. Från sin tid i Oxford utvecklade han en nära vänskap med författarkollegorna Christopher Hitchens och Salman Rushdie.
Sedan 2010 bodde Amis i Brooklyn i New York, efter att ha bott större delen av sitt liv i London.